# Drongos
Le drongos (en grec : δροῦγγος ou δρόγγος) (au pluriel : drongoi) est un terme de la fin de l'Empire romain et de l'Empire byzantin désignant une unité militaire de la taille d'un bataillon. Il devient plus tard un commandant local défendant des districts montagneux. Son commandant est le drongaire.

## Histoire et fonctions
Le terme drungus est attesté la première fois en latin à la fin du IVe siècle. Il vient du Gaulois dhrungo signifiant tribu, groupe ou encore foule. Une autre étymologie donne à ce mot une origine germanique (thrunga). Développée au XVIIe siècle, elle est aujourd'hui rejetée par la très grande majorité des philologues. Les premiers usages du terme drungus ne sont pas techniques et font du mot un synonyme de bande ou groupe. Végèce en fait l'équivalent de globus.
En grec, le terme drongos ou droungos apparaît pour la première fois au Ve siècle avec la même signification que drungus. À la fin du VIe siècle, l'empereur Maurice s'en sert pour désigner un déploiement tactique spécifique, souvent de cavalerie. C'est un groupe compact non-linéaire chargé de prendre l'ennemi de flanc, de tendre des embuscades et de participer à des opérations irrégulières. Il est le premier auteur à employer l'adverbe apparenté droungisti (en grec : δρουγγιστί) avec le sens de « tactiques de petit groupe ». Maurice emploie aussi occasionnellement le terme drongos comme une expression générique pour des groupes ou des formations plus larges bien que dans ce sens, il se réfère uniquement à une division (meros) et jamais à une brigade (moira). Or, le terme de drongos est de plus en plus associé à celui de moira au fur et à mesure des années.
Au milieu du VIIe siècle, ce sens est supplanté par une nouvelle signification qui perdure jusqu'au XIe siècle. Le drongos sert alternativement à désigner une moira qui est devenue une subdivision régulière d'une turme, la principale subdivision des thèmes. Chaque drongos est composé de sept banda. Ainsi, chaque moira ou drongos est l'équivalent du régiment ou de la brigade moderne et comprend autour de 1 000 hommes (de fait, le terme chiliarchia est souvent utilisé). Dans certains cas, les effectifs peuvent se chiffrer à 3 000 hommes et l'empereur Léon VI le Sage est mentionné comme ayant établi des drongos de seulement 400 hommes pour les thèmes plus petits qu'il crée au cours de son règne. 